# Patní ostruha
Patní ostruha (ostruha patní kosti, latinsky calcar calcanei) vzniká drážděním či přetížením chodidlové šlachy (plantární fascie) a její následnou kalcifikaci v místě úponu na patní kosti. Ostruha se projevuje došlapovou bolestí pod patou, jindy pod palcovým polštářkem, někdy nad úponem Achillovy šlachy nad patou (úpon m. Triceps surae). Podobné projevy může mít plantární fasciitida - zánětlivé onemocnění plantární fascie. 
Diagnostiku lze potvrdit rentgenovým snímkem, popř. diagnostickým ultrazvukem. Tyto obvykle zobrazí kostní výrůstek v plantární šlaše.

## Etiogeneze
Ostruha začíná být bolestivá po dlouhodobé zátěží – dlouhým stojem, dlouhou chůzí po tvrdém terénu, naražením chodidla či Achillovy šlachy (kalcifikace šlachového úponu). Objevuje se i po zánětlivých procesech v těle spojených s upoutáním na lůžko a při používání nevhodné obuvi (úzká špička, tvrdá stélka, nepružnost podešve). Provází ji deformity nohy – zejm. plochonoží a tvarové deformity kostí.
Je projevem i při nedostatečném odvíjení nohy. Častěji se objevuje na noze nedominantní, s méně vyvinutým svalstvem a se špičkou vytáčenou ven. Aponeuróza v chodidle tehdy nefunguje coby pružná ‘tětiva’ propínající se odvíjením plosky, což zapříčiňuje vznik kalcifikačního depozita.

## Léčba
Protože se v podstatě jedná o poruchu lokomočního vzorce lýtko - chodidlo, často se ostruha spontánně ztratí při vypodložení plosky nohy ortopedickou vložkou a zlepšením odvíjení chodidla.
Z myoskeletálních technik je účinné manuální protažení plantární aponeurózy, odstranění ztuhlosti v lýtkovém svalu, mobilizace zánártních kůstek (Lisfranckův kloub) a přeučení linearity došlapu (odvíjení chodidla).
Patní ostruhu lze léčit protizánětlivými léky a dalšími opatřeními na snížení zánětu a zabránění opětovného poranění. Jinými účinnými terapiemi jsou např. rázová vlna či obstřik bolestivého úponu. Analgetické masti příliš účinné nebývají.